# Bergeggi
Bergeggi is een gemeente in de Italiaanse provincie Savona (regio Ligurië) en telt 1212 inwoners (31-12-2004). De oppervlakte bedraagt 3,7 km², de bevolkingsdichtheid is 306 inwoners per km².

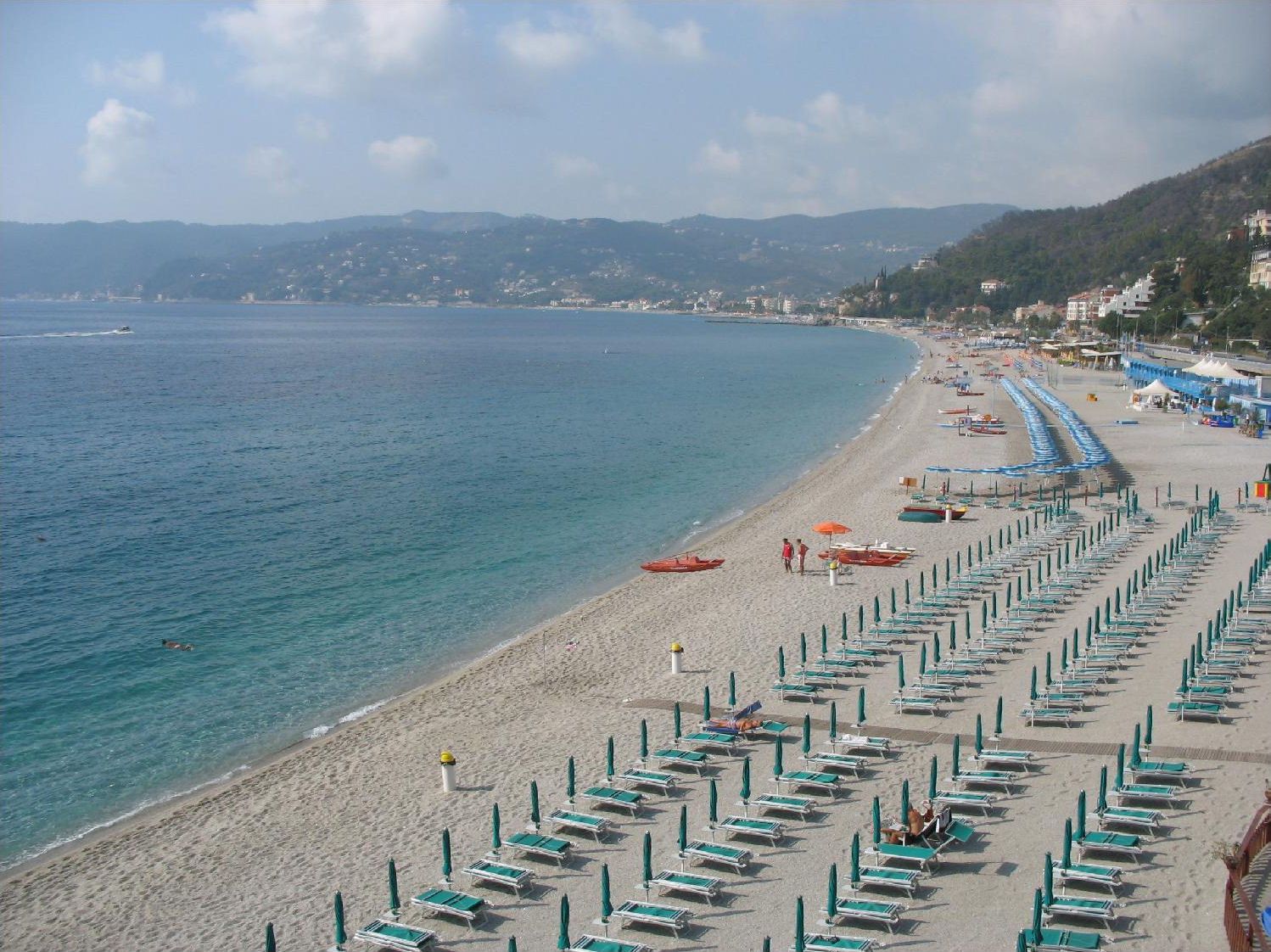
Strand van Bergeggi

## Demografie
Bergeggi telt ongeveer 594 huishoudens. Het aantal inwoners steeg in de periode 1991-2001 met 16,2% volgens cijfers uit de tienjaarlijkse volkstellingen van ISTAT.
| Jaar | Inwoneraantal |
| ---- | ------------- |
| 1991 | 987           |
| 2001 | 1147          |

## Geografie
De gemeente ligt op ongeveer 0-110 m boven zeeniveau.
Bergeggi grenst aan de volgende gemeenten: Spotorno, Vado Ligure.